# TVING
TVING (en hangul, 티빙) es un servicio surcoreano de transmisión de video a pedido por suscripción operado por TVING Corporation, una empresa conjunta formada por CJ ENM Entertainment Division (CJ Group), Naver y JTBC con sus JTBC Studios, ahora llamados SLL.Es una plataforma que transmite deportes, series de ficción, programas de entretenimiento, animación, telefilmes exclusivos, programas especiales y documentales.

## Historia
TVING se lanzó el 31 de mayo de 2010 por CJ HelloVision.En enero de 2016 el servicio fue transferido a CJ E&M.El 17 de septiembre de 2019 CJ E&M y JTBC Studios, ahora SLL, firmaron un memorándum de entendimiento para establecer una nueva empresa conjunta que gestionara el servicio. El 1 de octubre de 2020 se lanzó la empresa conjunta como TVING Corporation, y Yang Ji-eul se convirtió en el primer director ejecutivo de la entidad.El 29 de abril de 2021 TVING anunció que ya no proporcionaría canales de televisión gratuitos en tiempo real y que se necesitaría una suscripción paga para poder ver el contenido a partir de entonces. El 30 de junio de 2021 se anunció que Naver había invertido mil millones de wones en TVING Corporation, lo que lo convierte en el segundo accionista más grande de la compañía con un 15 %, después de CJ E&M.
Durante el acto en línea TVING Connect, TVING anunció planes para lanzar el servicio en Japón y Taiwán en 2022. También está en conversaciones con Line Corporation, subsidiaria de Naver, para lanzar la plataforma en otros países asiáticos, además de Estados Unidos y Europa.
En diciembre de 2021 TVING anunció una asociación con ViacomCBS (ahora Paramount ) para ofrecer contenido de CJ y lanzar Paramount+ como un centro de contenido en TVING, cuyo lanzamiento estaba previsto para el 16 de junio de 2022.También anunció que lanzaría K-dramas coproducidos por CJ (incluyendo a Studio Dragon y los recién formados CJ ENM Studios) y Paramount. Su primera coproducción fue la serie de ciencia ficción Yonder, cuyo estreno internacional se efectuó en Paramount+.
En julio de 2022 CJ ENM y el gigante de las telecomunicaciones KT anunciaron que la plataforma de transmisión Seezn, propiedad de KT, se fusionaría con TVING.También se confirmó que, una vez que se finalizara la fusión, TVING se convertiría en la plataforma de transmisión de contenidos audiovisuales más grande de Corea del Sur, y que competiría con Netflix, que ha dominado en los últimos decenios el mercado surcoreano.La fusión fue aprobada por la Comisión de Comercio Justo de Corea en octubre de 2022.También planeaban fusionarse con uno de sus competidores locales, Wavve de SK Telecom, para crecer en tamaño y reducir distancias con Netflix.
El 29 de junio de 2023 Choi Ju-hee fue nombrado nuevo director ejecutivo de TVING.

## Logo

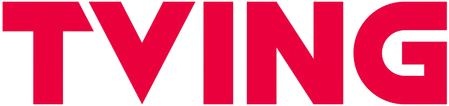
2016-2020
2020-2022
Desde 2022

## Disponibilidad
| Fecha de inicio      | País          | Ref.   |
| -------------------- | ------------- | ------ |
| 1 de octubre de 2020 | Corea del Sur | [ 7 ]  |
| 2023                 | Japón         | [ 11 ] |
| 2023                 | Taiwán        | [ 11 ] |